# وو نا
وو نا (بالصينية: 邬娜) هي لاعبة تنس الطاولة صينية، ولدت في 1974.